# ديف جيبس
ديف جيبس (بالإنجليزية: Dave Gibbs)‏ هو مغن مؤلف ومغني وكاتب سيناريو أمريكي، ولد في 22 أغسطس 1965.

## وصلات خارجية
- ديف جيبس على موقع ميوزك برينز (الإنجليزية)
- ديف جيبس على موقع ميوزك برينز (الإنجليزية)
- ديف جيبس على موقع ديسكوغز (الإنجليزية)